# Exploration Scientifique de l'Algérie
Exploration Scientifique de l'Algérie (abreviado Expl. Sci. Algerie) es un libro con ilustraciones y descripciones botánicas que fue escrito por el militar, naturalista, botánico y explorador francés Michel Charles Durieu de Maisonneuve y publicado en París en 2 volúmenes (plus atlas), en 1846-1855.